# Низамия (Багдад)
Багдадская низа́мия (араб. المدرسة النظامية‎) — одна из первых низамий, открыта в Багдаде в 1065 году. В июле 1091 г. Низам аль-Мульк назначил 33-летнего Абу Хамида аль-Газали главой багдадской низамии. Образование в медресе было бесплатным. Оно считалось крупнейшим высшим учебным заведением Средневековья.
Среди выпускников багдадской низамии были многие известные исламские богословы. Основатель берберской династии Альмохадов, Ибн Тумарт, посещал медресе и учился у Абу Хамида аль-Газали. В 1096, когда аль-Газали оставил преподавание в низамии и под предлогом совершения хаджа вместе с семьёй покинул Багдад, здесь обучалось 3000 студентов. В 1116 г. в медресе преподавал Абуль-Фатх аш-Шахрастани.

## Известные ученики Низамии
- Саади — персидский поэт, учился с 1195 до 1226 год.
- Бахауддин ибн Шаддад — арабский историк и мусульманский правовед, биограф Салах ад-Дина[9].